# Otto Hoffman

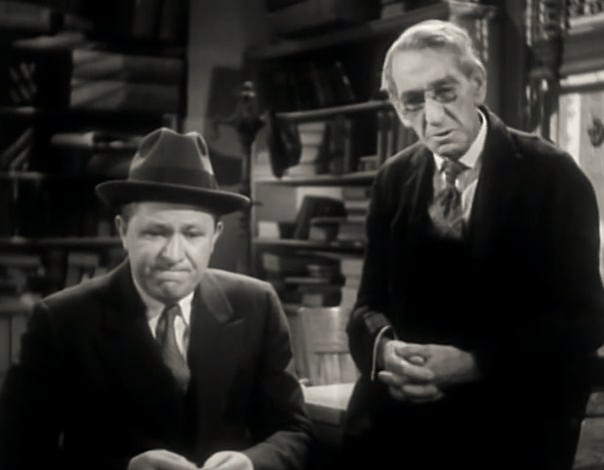
Con Stuart Erwin (izq.) en Mr. Boggs Steps Out (1938)

Otto Hoffman (2 de mayo de 1879 – 23 de junio de 1944) fue un actor cinematográfico de nacionalidad estadounidense, cuya trayectoria inició en la época del cine mudo.

## Biografía
Nacido en Nueva York, Estados Unidos, su nombre completo era Otto Franklin Hoffman. 
Hoffman se inició como actor teatral, actuando en el circuito de Broadway (Nueva York) en una comedia musical (1909), una opereta (1910-1913) y una pieza de teatro convencional (1913).
En el cine, como actor de reparto y de carácter, o llevando a cabo pequeñas actuaciones no reflejadas en los créditos, él participó en un total de unas doscientas producciones, la primera de ellas estrenada en 1915. De la época muda merecen ser mencionadas Lucretia Lombard (de Jack Conway, 1923, con Irene Rich y Monte Blue), The Circle (de Frank Borzage, 1925, con Eleanor Boardman y Malcolm McGregor) y The Valley of the Giants (de Charles Brabin, 1927, con Milton Sills y Doris Kenyon).
Entre sus películas sonoras destacan Abraham Lincoln (de D. W. Griffith, 1930, con Walter Huston), The Criminal Code (de Howard Hawks, 1931, con Walter Huston y Boris Karloff), Mystery of the Wax Museum (de Michael Curtiz, 1933, con Lionel Atwill y Fay Wray), o The Last Train from Madrid (de James P. Hogan, 1937, con Dorothy Lamour y Lew Ayres).
Su penúltima película fue Esta tierra es mía (de Jean Renoir, 1943, con Charles Laughton y Maureen O'Hara), y la última This Is the Life (de Felix E. Feist, con Donald O'Connor y Peggy Ryan), estrenada el 2 de junio de 1944, tres semanas antes de su muerte, ocurrida en Woodland Hills, California, a causa de un cáncer de pulmón. 

## Teatro (íntegro)
- 1909 : A Broken Idol, de Egbert Van Alstyne, Jean Schwartz, Harry Williams y Hal Stephens
- 1910-1913 : Die Sprudelfee, de Heinrich Reinhardt, Harry B. Smith y Robert B. Smith a partir de Julius Wilhelm y A. M. Willner
- 1913 : The Strange Woman, de William J. Hurlbut

## Selección de su filmografía
- 1915 : The White Terror, de Stuart Paton
- 1917 : The Son of His Father, de Victor Schertzinger
- 1918 : The Kaiser's Shadow, de Roy William Neill
- 1918 : The Family Skeleton, de Victor Schertzinger y Jerome Storm
- 1919 : The City of Comrades, de Harry Beaumont
- 1919 : The Busher, de Jerome Storm
- 1919 : Behind the Door, de Irvin Willat
- 1919 : The Haunted Bedroom, de Fred Niblo
- 1919 : The Sheriff's Son, de Victor Schertzinger
- 1920 : It's a Great Life, de E. Mason Hopper
- 1920 : The Jailbird, de Lloyd Ingraham
- 1920 : Just Out of College, de Alfred E. Green
- 1920 : Silk Hosiery, de Fred Niblo
- 1920 : Homer Comes Home, de Jerome Storm
- 1921 : Bunty Pulls the Strings, de Reginald Barker
- 1921 : The Bronze Bell, de James W. Horne
- 1921 : Who Am I?, de Henry Kolker
- 1921 : Passing Through, de William A. Seiter
- 1922 : Pardon My Nerve!, de B. Reeves Eason
- 1922 : Trimmed, de Harry A. Pollard
- 1922 : The Five Dollar Baby, de Harry Beaumont
- 1922 : The Bootlegger's Daughter, de Victor Schertzinger
- 1922 : Ridin' Wild, de Nat Ross
- 1922 : The Sin Flood, de Frank Lloyd
- 1922 : A Dangerous Game, de King Baggot
- 1922 : The Glorious Fool, de E. Mason Hopper
- 1923 : Double Dealing, de Henry Lehrman
- 1923 : Lucretia Lombard, de Jack Conway
- 1923 : Strangers of the Night, de Fred Niblo
- 1923 : Human Wreckage, de John Griffith Wray y Dorothy Davenport
- 1924 : The Gaiety Girl, de King Baggot
- 1924 : High Speed, de Herbert Blaché
- 1924 : Daddies, de William A. Seiter
- 1924 : This Woman, de Phil Rosen
- 1924 : The Dixie Handicap, de Reginald Barker
- 1925 : Confessions of a Queen, de Victor Sjöström
- 1925 : Bobbed Hair, de Alan Crosland
- 1925 : The Circle, de Frank Borzage
- 1925 : The Eagle, de Clarence Brown
- 1926 : The Boy Friend, de Monta Bell
- 1927 : The Valley of the Giants, de Charles Brabin
- 1927 : The Stolen Bride, de Alexander Korda
- 1927 : Beware of Widows, de Wesley Ruggles
- 1927 : The Siren, de Byron Haskin
- 1928 : The Terror, de Roy Del Ruth
- 1928 : Rinty of the Desert, de D. Ross Lederman
- 1928 : The Grain of Dust, de George Archainbaud
- 1928 : Noah's Ark, de Michael Curtiz
- 1928 : The Power of the Press, de Frank Capra
- 1929 : Is Everybody Happy?, de Archie Mayo
- 1929 : The Desert Song, de Roy Del Ruth
- 1929 : On with the Show!, de Alan Crosland
- 1929 : Madonna of Avenue A, de Michael Curtiz
- 1930 : The Other Tomorrow, de Lloyd Bacon
- 1930 : Abraham Lincoln, de D. W. Griffith
- 1930 : Sinners' Holiday, de John G. Adolfi
- 1930 : Kismet, de John Francis Dillon
- 1931 : Cimarrón, de Wesley Ruggles
- 1931 : Captain Applejack, de Hobart Henley
- 1931 : The Criminal Code, de Howard Hawks
- 1931 : King of the Wild de, B. Reeves Eason y Richard Thorpe (serial)
- 1931 : Son of India, de Jacques Feyder
- 1931 : The Avenger, de Roy William Neill
- 1931 : Young as You Feel, de Frank Borzage
- 1932 : Hello Trouble, de Lambert Hillyer
- 1932 : Downstairs, de Monta Bell
- 1932 : Haunted Gold, de Mack V. Wright
- 1932 : The County Fair, de Louis King
- 1933 : The Cheyenne Kid, de Robert F. Hill
- 1933 : Mystery of the Wax Museum, de Michael Curtiz
- 1933 : A Man of Sentiment, de Richard Thorpe
- 1933 : Night Flight, de Clarence Brown
- 1933 : The Iron Master, de Chester M. Franklin
- 1934 : Beloved, de Victor Schertzinger
- 1934 : Death Takes a Holiday, de Mitchell Leisen
- 1934 : Kid Millions, de Roy Del Ruth
- 1934 : Tailspin Tommy, de Lew Landers (serial)
- 1935 : Barbary Coast, de Howard Hawks
- 1935 : Annie Oakley, de George Stevens
- 1935 : Captain Hurricane, de John S. Robertson
- 1935 : Mad Love, de Karl Freund
- 1935 : Sublime obsesión, de John M. Stahl
- 1936 : The Story of Louis Pasteur, de William Dieterle
- 1937 : Park Avenue Logger, de David Howard
- 1937 : Midnight Taxi, de Eugene Forde
- 1937 : All Over Town, de James W. Horne
- 1937 : The Last Train from Madrid, de James P. Hogan
- 1938 : Mr. Boggs Steps Out, de Gordon Wiles
- 1939 : You Can't Cheat an Honest Man, de George Marshall y Edward F. Cline
- 1939 : When Tomorrow Comes, de John M. Stahl
- 1939 : Our Leading Citizen, de Alfred Santell
- 1939 : The Hunchback of Notre Dame, de William Dieterle
- 1940 : Foreign Correspondent, de Alfred Hitchcock
- 1940 : Lucky Cisco Kid, de H. Bruce Humberstone
- 1940 : My Little Chickadee, de Edward F. Cline
- 1940 : Stranger on the Third Floor, de Boris Ingster
- 1941 : Bola de fuego, de Howard Hawks
- 1942 : The Mad Martindales, de Alfred L. Werker
- 1942 : I Married an Angel, de W. S. Van Dyke
- 1942 : Red River Robin Hood, de Lesley Selander
- 1943 : Esta tierra es mía, de Jean Renoir
- 1944 : This Is the Life, de Felix E. Feist